# Brandán
Brandán el Navegante (Ciarraight Luachra, Irlanda, c. 484 – Enachduin, c. 578; en irlandés Breandán), también llamado Brendan, Barandán, Borondón o Borombón, Brentano (a menudo «Samborondón» o «Samborombón»), fue uno de los grandes monjes evangelizadores irlandeses del siglo VI. Abad del monasterio de Clonfert, (Galway, Irlanda),  que fundó en el 558 o 564, y propagador de la vida monástica; fue amigo de Brandán de Birr, uno de doce apóstoles de Irlanda y discípulo de Columba de Iona. 
La Iglesia católica lo honra como santo; es el patrón de las diócesis de Clonfert y Kerry, de los viajeros, barqueros y marinos, celebrándose su fiesta el 16 de mayo. 
La Iglesia ortodoxa también lo venera en el día predicho según su calendario eclesiástico, recordándolo quizá como el primero en la lista de santos en arribar en el nuevo continente.
Fue protagonista de uno de los relatos de viajes medievales más famosos de la cultura gaélica medieval, relatado en la Navigatio Sancti Brendani, una obra que fue redactada en torno a los siglos X y XI.

## Saga
Tempranamente traducida al francés, la leyenda de su viaje se extendió durante siglos por la Europa cristiana en copias manuscritas, aunque los bolandistas no dudarían en calificarla de «apocripha deliramenta», y no sería editada hasta 1836, cuando salió en Francia una versión preparada por Achille Jubinal.
De acuerdo con la Navigatio Sancti Brendani, Brandán partió el 22 de marzo del 516 con otros catorce monjes, a los que se suman tres advenedizos, en un barco para buscar el Paraíso terrenal. Después de un largo viaje, recaló en un mar lleno de islas; la identidad de estas islas y en particular de la mítica isla de San Brandán ha sido motivo de controversias, y se ha afirmado que posiblemente se tratara de la isla de Terranova, lo que haría de Brandán quizá el primer europeo en llegar a América. También se las ha identificado con Islandia y las islas Feroe e incluso con las islas del mar Caribe o las islas Canarias (España). La leyenda cuenta que los monjes celebraron una misa de resurrección en una isla que resultó ser una ballena, y ahí nació la leyenda de la isla errante en las aguas del océano Atlántico.

## Datos históricos

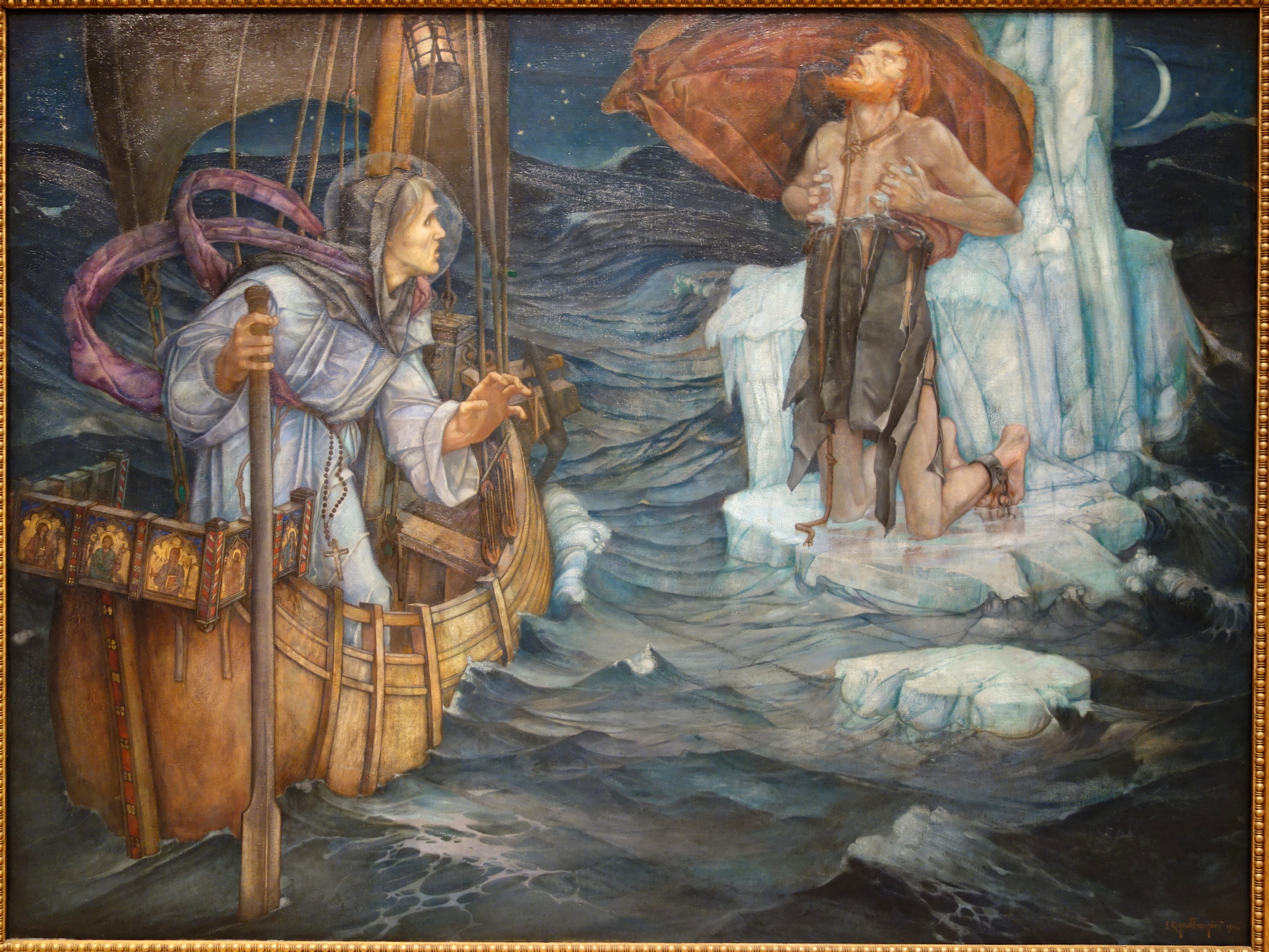
El viaje de San Brandan por Edward Reginald Frampton, 1908, óleo sobre tela - Chazen Museum of Art.

Perteneció a la tribu de los altraiges de Kilkenny, descendiente de la estirpe de Edganacht. Fue bautizado por el obispo Erc de Dungarvan en el condado de Waterford, quien se aseguró de que un año más tarde fuera entregado para ser cuidado por la monja Ita de Hibernia. 
A los 16 años volvió con Erc para continuar por varios años su educación, a quien años más tarde, ordenara como sacerdote, después de estar bajo Finnian de Clonard, Enda de Aran y Jarlath de Tuam.
Fue un fiel seguidor de la tradición misionera del cristianismo irlandés de la que los santos Columba y Columbano fueron claros exponentes. Desde principios del siglo V enteras comunidades monásticas se lanzaron a la mar en curraghs para predicar el Evangelio hasta los confines de la tierra. 
Estableció varios monasterios, en Kerry, Ardfert, Annaghdown, Arran siendo el más famoso el de Clonfert, por el año 560, mismo que permaneció 10 siglos después.  

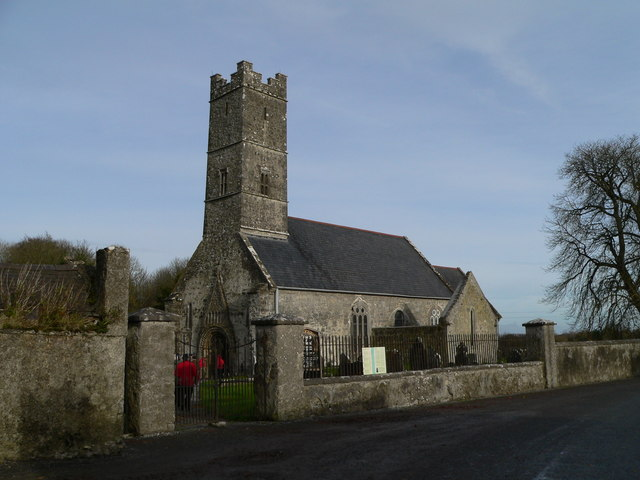
Catedral de San Brendan en Clonfert

Varios sitios tienen el nombre del santo como la catedral de San Brendan de Clonfert , el monte Brandon en el condado de Kerry, en el río Shannon. 
Se menciona que las reglas fundacionales fueron dictadas por un ángel. La fama creció al igual que su pericia como navegante y descubridor de tierras para la fe, lo que hizo crecer su popularidad rápidamente. Sus discípulos llegaron hasta 3000 entre irlandeses escoceses, ingleses, galeses, bretones y otros. 
Se cree que conoció en la isla de Hynba a a San Columba. Que acompañó al monje galés a San Malo. Realizó escritos sobre la vida y obra de Santa Brígida.  
El Brandán histórico, abad de Clontarf, estaría acreditado por el testimonio de Adamnano, que redactó una Vida de san Columbano aproximadamente cincuenta años después de la muerte del san Brandán legendario.En ella cuenta que el santo visitó la isla de Iona (en el occidente de Escocia) donde se encontró con san Columbano. 
Llegó con sus exploraciones hasta las islas Hébridas al oeste y las islas Shetland al norte, e incluso es posible que haya llegado a las islas Feroe e Islandia. Abades irlandeses posteriores completarían su obra y establecieron nuevas comunidades cenobíticas y abrieron el camino para la colonización posterior por gaélicos y noruegos. Se ha discutido acerca de la historicidad de este religioso, y, aunque fue eliminado del santoral en tiempos del papa Pablo VI, no cabe duda de que se trató de un abad irlandés que llevó a cabo tareas de evangelización en las aguas del mar del Norte.

## LaNavigatio Sancti Brendani: El periplo legendario de Brandán

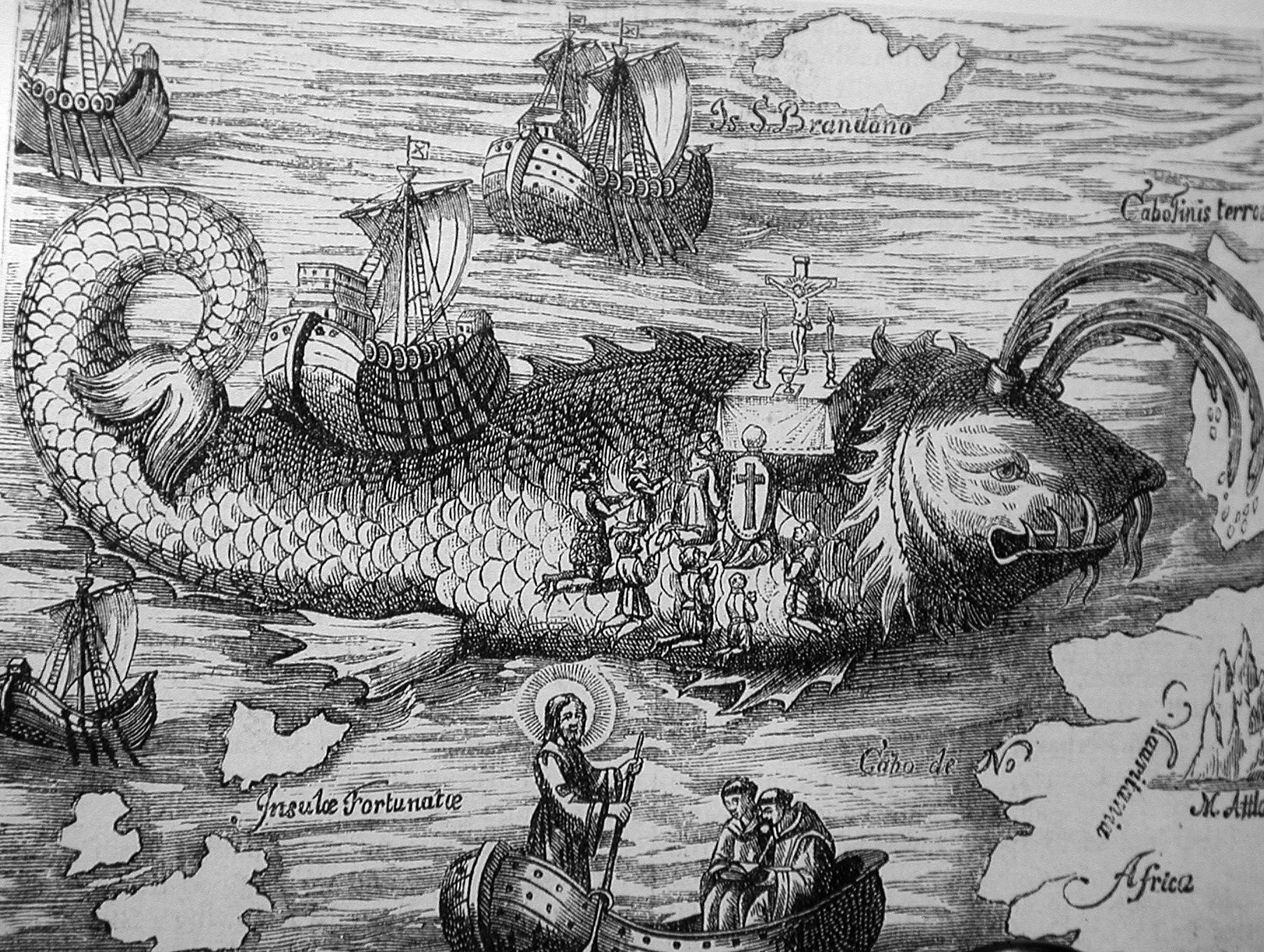
Grabado de la misa de Resurrección sobre la ballena, en aguas de las islas Canarias.

Brandán es más conocido por su periplo legendario a la Tierra de Promisión. Según la Navigatio Sancti Brendani, Brandán tuvo noticia de su existencia a través del relato de Barinto, un monje que ya había visitado aquel lugar. Barinto, entre lágrimas, le cuenta que Mernoc, quizá su propio hijo, había partido hacia Islandia o isla de San Ailbeo a hacer penitencia. Barinto teme que no pueda regresar, pues las aguas ya no tardarán en congelarse, y solicita a Brandán que vaya en su busca. Brandán decidió construir un curragh y partir hacia Occidente en compañía de catorce monjes. A ellos se suman luego otros tres que acaban siendo fuente de conflictos.
Brandán y sus compañeros vagaron durante siete años por el océano, encontrando islas maravillosas, monstruos marinos y la tierra donde habitan los condenados para alcanzar finalmente el paraíso de los bienaventurados. En su navegación arribaron primero a la isla del castillo deshabitado, en la que fueron recibidos por un perro que los guio hasta una villa despoblada. Allí permanecieron durante tres días, encontrando siempre comida preparada para ellos, aun cuando fueron incapaces de ver a una sola persona, excepto un diablo etíope. Uno de los recién llegados muere tras admitir haber robado. Luego llegan a una isla con un joven que les trae pan y agua. Las siguientes estaciones fueron la isla de las ovejas, que se ha querido identificar con las islas Feroe, donde pasan la Semana Santa, y la isla-pez, que posteriormente sería conocida como isla de San Brandán: una ínsula completamente desprovista de vegetación en la que Brandán celebra la misa de Pascua. Tras la celebración decidieron encender una hoguera para calentarse y cuando se sentaron en torno al fuego se estremecieron al comprobar cómo la isla comenzó a moverse. Se dirigieron rápidamente a su barco y se alejaron precipitadamente de ella. Se trataba, en realidad, del pez gigante llamado Jasconio.

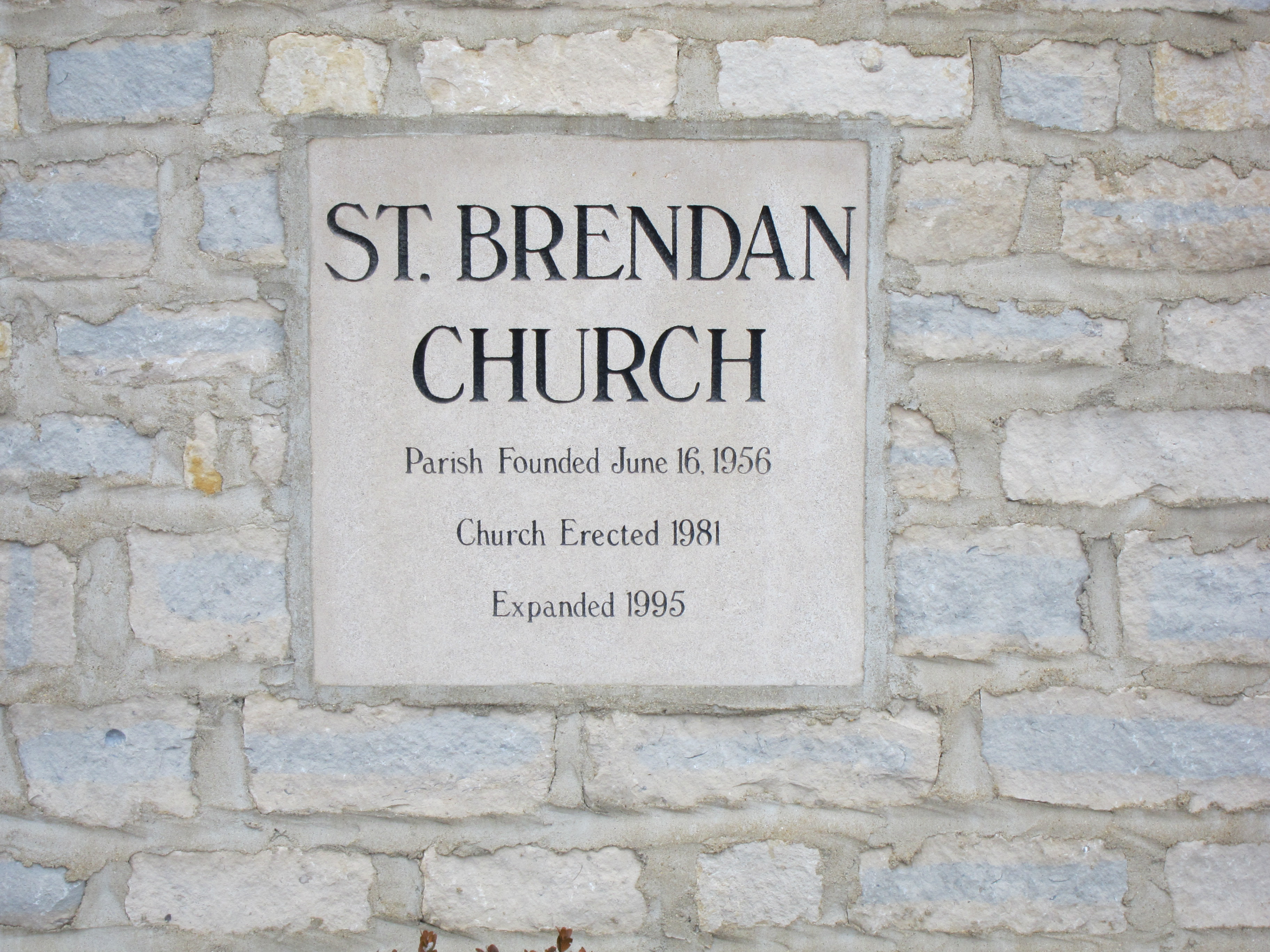
Placa del Templo San Brendan el Navegante en Hilliard Ohio, EUA

La siguiente etapa del viaje transcurrió en el Paradisus Avium ("Paraíso de los pájaros"), habitada por pájaros de todo tipo que se unieron a los monjes en sus oraciones. Uno de ellos confiesa al santo que los pájaros habitantes de la isla son ángeles que se mantuvieron neutrales en el enfrentamiento entre el arcángel san Miguel y Lucifer.
Vueltos a la mar, navegaron durante tres meses hasta que, exhaustos, alcanzaron la isla de Ailbe, habitada por monjes que habían realizado un estricto voto de silencio y que habían residido allí durante ochenta años, sin padecer enfermedad o desgracia alguna. El viaje continúa, retornando a algunas de las islas por las que ya han pasado, hasta alcanzar una isla con tres anacoretas, donde se pierde el segundo de los monjes advenedizos. Luego visitan la isla de las uvas, donde obtienen el vino necesario para la consagración. Retornan a Ailbe para pasar la Navidad. Tras el abandono de este lugar llega la prueba más terrible que tuvieron que afrontar san Brandán y sus compañeros: el paso del infierno. Monstruos sinnúmero se acercaron a la nave escupiendo enormes ráfagas de fuego. Los monjes reemprendieron el rumbo a toda prisa pero no pudieron evitar que el tercero de los frailes advenedizos fuera devorado por una de esas criaturas.
Su viaje prosiguió, y la siguiente etapa tuvo lugar junto a un enorme pilar de cristal que tardaron casi tres días en bordear, a través de un mar lleno de niebla. Finalmente alcanzaron la frontera de la Tierra Prometida, donde fueron recibidos por un anacoreta, san Pablo el Ermitaño, que había vivido en su isla sesenta años. Por fin, tras volverse a encontrar con Jasconius, encuentran la isla del Paraíso, de la que el relato no hace ninguna descripción, y regresan a Irlanda, lugar donde Brandán murió poco después de su llegada.
La leyenda de San Brandán y su viaje al paraíso influiría sobre otros relatos hagiográficos difundidos por toda Europa occidental, como las narraciones viajeras de Saint-Malo en Bretaña o san Amaro en España. Los intentos de localizar la ubicación de las islas visitadas por Brandán comenzaron ya en el siglo XII con Honorio de Autun, quien hablaba de una isla situada en el océano Atlántico llamada Perdida, a la que habría llegado Brandán, a la cual si se la buscaba no se encontraba.

## Investigación moderna
El autor e historiador Tim Severin, durante 1976-1977 lideró a un pequeño grupo de colegas exploradores en una épica navegación desde Irlanda hacia el oeste a través del Océano Atlántico hasta la Tierra Prometida, creyendo que había sido completada por San Brendan en el siglo VI usando una réplica llamada «Brendan», lo más cercana posible al barco del santo, lo que también significaba usar materiales y métodos de construcción de esa época.
El «Brendan» llegó a su destino en Terranova, en junio de 1977. El épico viaje de aquel demostró que, en palabras del propio Tim Severin:

”(…)era una verdadera embarcación oceánica y ya no había objeciones prácticas a la idea de que monjes irlandeses pudieran haber navegado en sus botes de cuero hacia América del Norte antes que los nórdicos y mucho antes que Colón(…)”

El bote «Brendan» actualmente se encuentra en el museo-castillo de Craggaunowen, al este del condado de Clare, Irlanda.[cita requerida]

## La isla de San Borondón

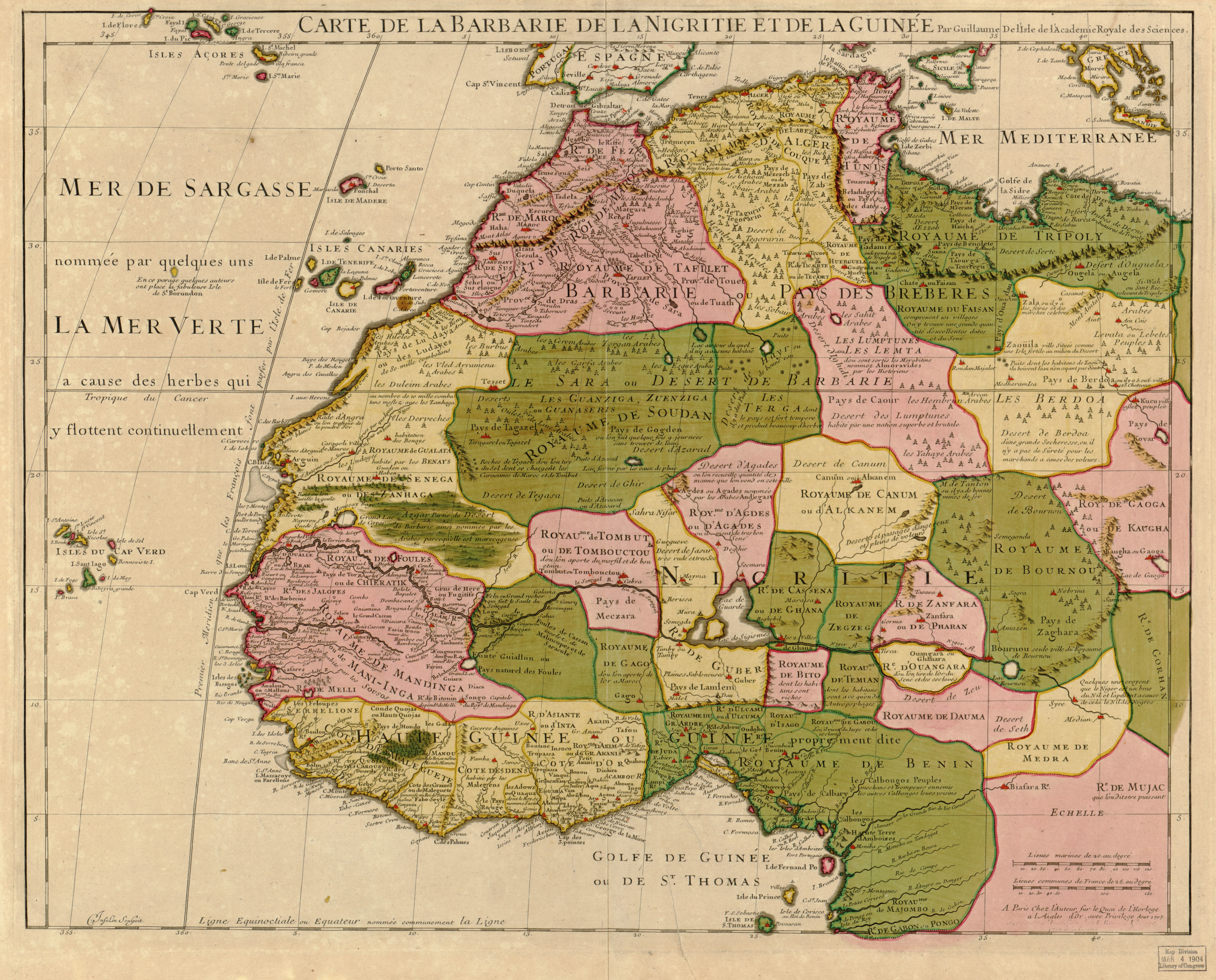
Mapa del norte de África de 1707 según Guillermo Delisle; ampliándolo se aprecia la isla algo al oeste de las Canarias.

En las islas Canarias (España) aún persiste desde hace varios siglos una leyenda popular de una isla que aparece y desaparece y que fue bautizada como «isla de San Borondón». Según los «testigos» que dicen haber visto la isla, normalmente la sitúan en el extremo occidental del archipiélago, entre las islas de La Palma, La Gomera y El Hierro. Hay relatos desde hace siglos que narran la aparición de dicha isla, de la visión por muchos testigos y de su posterior desaparición, mientras otras personas atribuyen la extraña aparición a alguna acumulación de nubes en el horizonte o a un fenómeno de espejismo. La leyenda de San Borondón llegó a adquirir tal fuerza en Canarias que durante los siglos XVI, XVII y XVIII se organizaron expediciones de exploración para descubrirla y conquistarla. Incluso Leonardo Torriani, ingeniero encargado por Felipe II de fortificar las islas Canarias a finales del siglo XVI, describe sus dimensiones y localización y aporta como prueba de su existencia las arribadas fortuitas de algunos marinos a lo largo del siglo XVI.

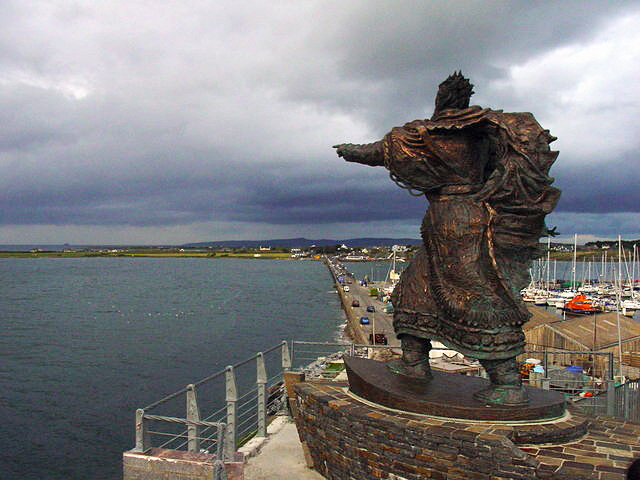
Estatua moderna de la isla Samphire

## Iconografía
San Brandán es representado con un cirio alumbrando una casa en llamas (su nombre se ha relacionado con el verbo alemán que significa arder, brennen), pero sobre todo con un pez en la mano.